# Генуэзская крепость (Судак)
Генуэ́зская кре́пость — крепость в городе Судак (Крым), построенная генуэзцами как опорный пункт для своей колонии в северном Причерноморье.

## Расположение и описание
Крепость располагается на Крепостной горе (высота 157 м), которая также именуется Дженевез-Кая (крымскотат. Cenevez Qaya — «генуэзская скала»). По своему происхождению гора является древним окаменевшим коралловым рифом и представляет собой пологий с севера и обрывистый с юга конусообразный массив, который вдаётся в Судакскую бухту Чёрного моря мысом Кыз-Кулле-Бурун (крымскотат. Qız Qulle Burun — «мыс девичьей башни»). Площадь крепости почти 30 гектаров.
Удачное расположение крепости и мощные фортификационные сооружения делали крепость почти неприступной: с запада крепость труднодоступна, с юга и востока её защищают отвесные стены горы, спускающиеся к морю; с северо-востока, возможно, располагался искусственный ров, существование которого предполагается некоторыми исследователями.

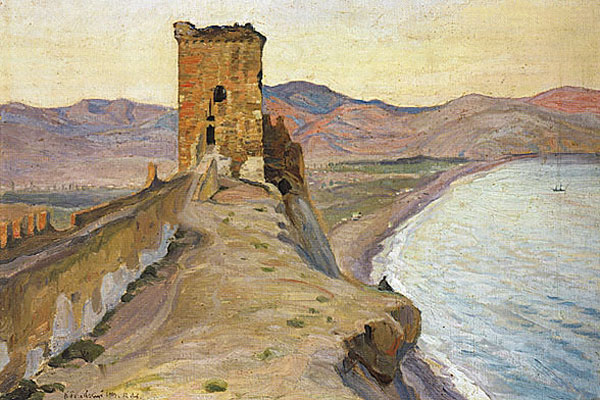
К. Богаевский. Консульская башня генуэзской крепости. Холст, масло. 1903 г.

Фортификационный комплекс крепости состоит из двух линий обороны: внешней (замок Св. Креста в генуэзских источниках) и внутренней (цитадель, замок Св. Ильи).
Внешняя линия обороны опоясывает северные склоны Крепостной горы (от башни № 7 (Безымянная) до Угловой). При генуэзцах она также защищала портовую часть города: не сохранившаяся ныне стена перекрывала ущелье между горами Крепостная и Полвани-Оба, на вершине которой вероятнее всего существовала ещё одна не уцелевшая башня (в пользу её существования высказывается подавляющее большинство авторов). До наших дней на портовом участке сохранилась лишь башня Федерико Астагуэрры (Портовая). Рядом с этой башней на вершине холма находится армянская церковь.
В состав внешней линии обороны входит 14 башен (не считая Портовой) и комплекс Главных ворот. Также ранее существовали ещё двое ворот: Портовые (располагались между Угловой и Портовой башнями) и т. н. «ворота к садам», упомянутые турецким путешественником XVII в. Эвлией Челеби. Высота наиболее сохранившихся башен примерно 15 м (некоторые уцелели лишь частично). Стены, соединяющие их, имеют высоту 6—8 метров при толщине 1,5—2 метра. Каждая башня называлась именем консула, при котором её построили, об этом говорят сохранившиеся на некоторых башнях закладные плиты с геральдической символикой и надписями на средневековой латыни.
Внутренняя линия обороны (цитадель) включает в себя 4 башни, соединённые в один комплекс стеной, идущей практически по гребню горы, Консульский замок, который в свою очередь состоит из 2 башен, а также Дозорную (Девичью) башню, расположенную отдельно на самой вершине Крепостной горы. Башни цитадели, в отличие от башен внешней линии обороны, не имеют закладных плит. Это обусловлено тем, что эти оборонительные сооружения строились генуэзцами в спешке, в первую очередь сразу же после захвата Сугдеи в 1365 г. Единственной башней, историческое имя которой установлено, является Дозорная — генуэзцы именовали её башней Св. Ильи, и при них она служила резиденцией коменданта всей цитадели (замка Св. Ильи).
Сам город Солдайя в генуэзское время состоял из 4 районов: основная часть города, расположенная между внутренней и внешней линиями обороны, цитадель, портовый район и торгово-ремесленный посад, находившийся за пределами городских стен.

## История

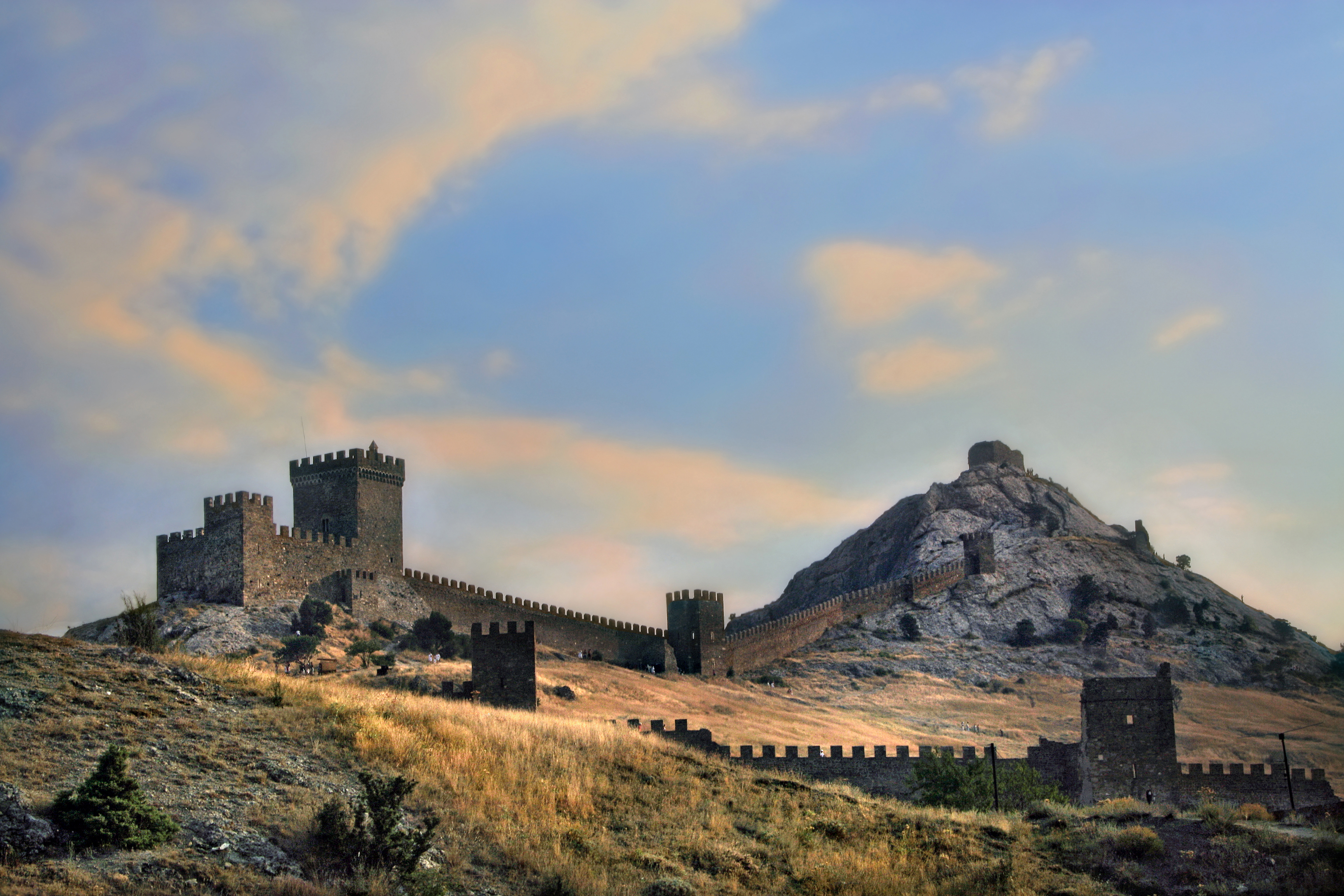
Генуэзская крепость в Судаке

По легенде, записанной в позднем источнике «Судакском синаксаре», крепость была построена в 212 году аланами, однако никаких археологических подтверждений этой дате до сегодняшнего дня не обнаружено. В связи с этим многие учёные датируют её возведение концом VII века и связывают его с хазарами или византийцами. Отдельные оборонительные сооружения (две мощные дозорно-наблюдательные башни («бурги») в бухте с. Уютное) были построены римлянами в эпоху имп. Константина I Великого, в первой трети IV века. Вероятно, от названия одной из башен («Suggestu») происходит и название соврем. Судака. Крепостью, кроме хазар, византийцев и генуэзцев, владели также половцы (XI—XIII вв.), золотоордынцы (XIII—XIV вв.) и турки (XV—XVIII вв).

## Туристическая достопримечательность

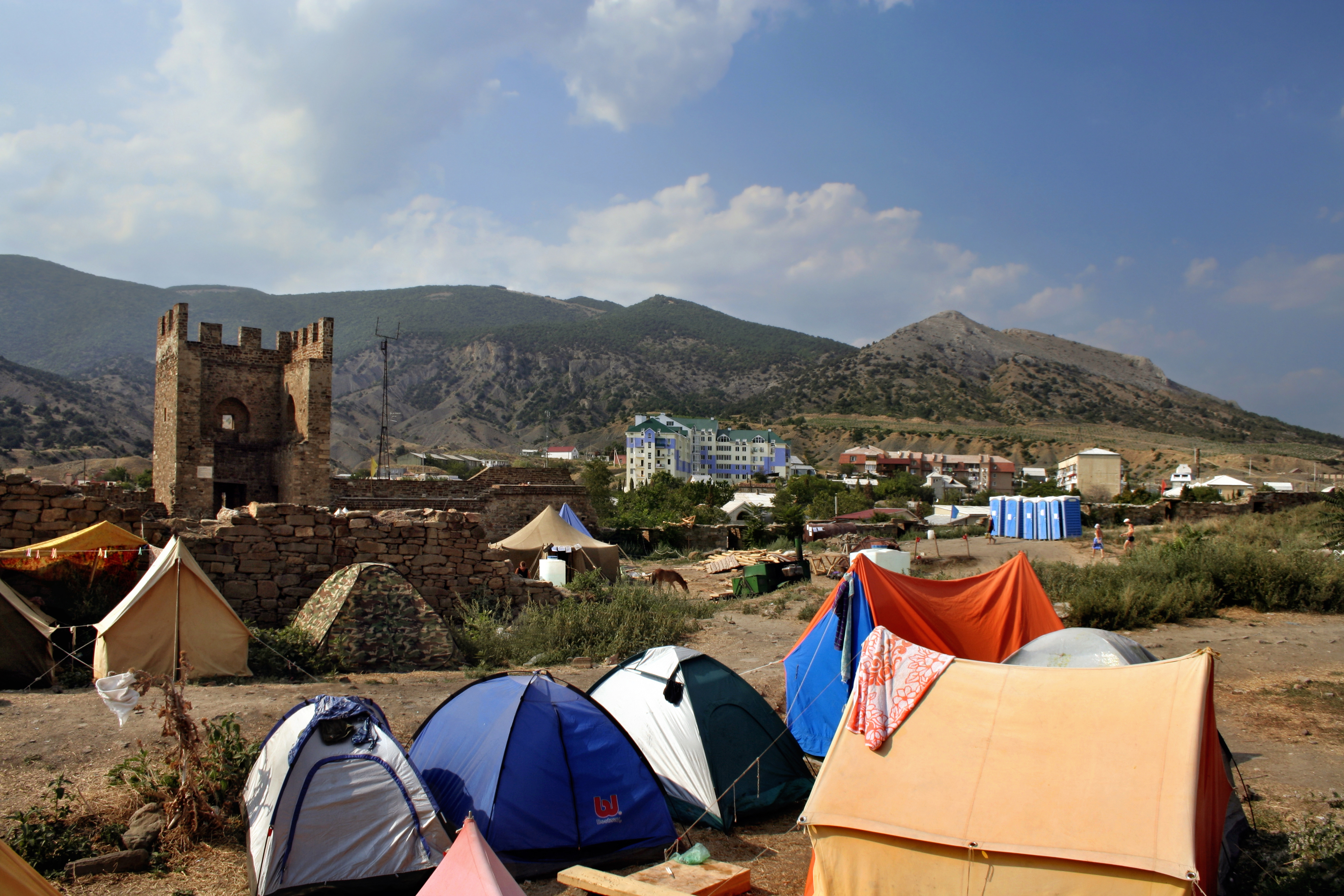
Туристическая достопримечательность — Генуэзская крепость

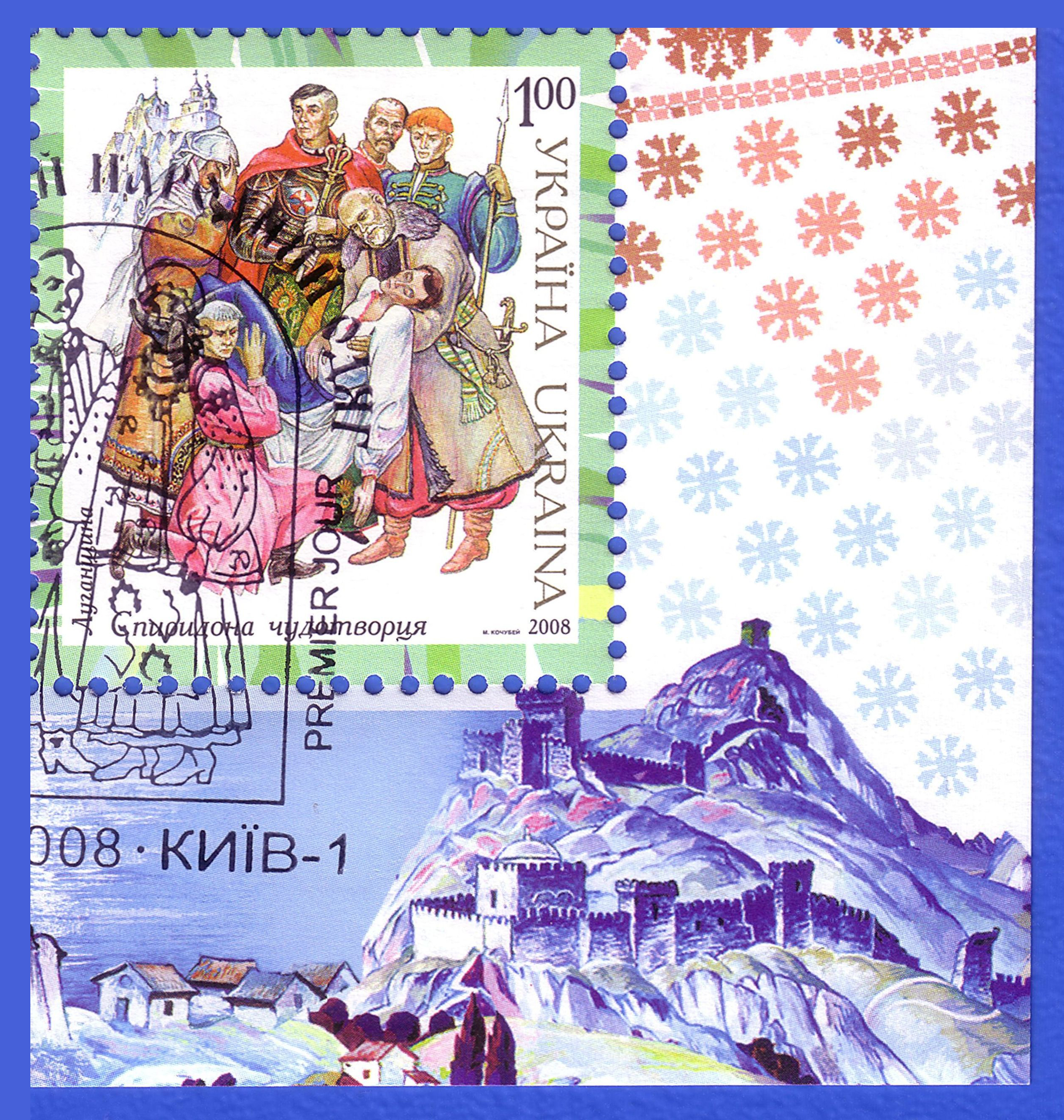
Крепость на полях почтовой марки (справа), 2008

До 2014 года крепость являлась филиалом Государственного архитектурно-исторического заповедника «Софийский музей» (г. Киев). С 24 июня 2014 года (после аннексии Крыма Россией) на территории крепости создано самостоятельное учреждение — ГБУ РК «Музей-заповедник „Судакская крепость“». Вход на территорию крепости осуществляется через Главные ворота. Вход платный, касса располагается на прилегающей ко входу улице, носящей название улица Генуэзская крепость. Посещение территории крепости проводится как в составе организованных групп в сопровождении экскурсовода, так и туристами самостоятельно. В здании бывшей мечети Падишах-Джами (известной также как «храм с аркадой») находится музей историко-архитектурного заповедника «Судакская крепость».

## В кино
Благодаря своей живописности, хорошей сохранности древних строений и легкодоступности, Судакская крепость часто использовалась как колоритная натура в исторических, приключенческих и сказочных фильмах.
- Двенадцатая ночь (1955)
- Отелло (1955)
- Добровольцы (1958)
- Кольца Альманзора (1977)
- Замурованные в стекле (1978)
- Пираты XX века (1979)
- Овод (1980)
- Василий Буслаев (1982)
- Одиночное плавание (1985)
- Русь изначальная (1985)
- Зонтик для новобрачных (1986)
- Дикие лебеди (1987)
- Одиссея капитана Блада (1991)
- Сократ (1991)
- Чёрный ворон (телесериал) (2001)
- Мастер и Маргарита (телесериал) (2005)
- Викинг (фильм) (2016)
- Вечная жизнь Александра Христофорова (фильм) (2018)

## Галерея

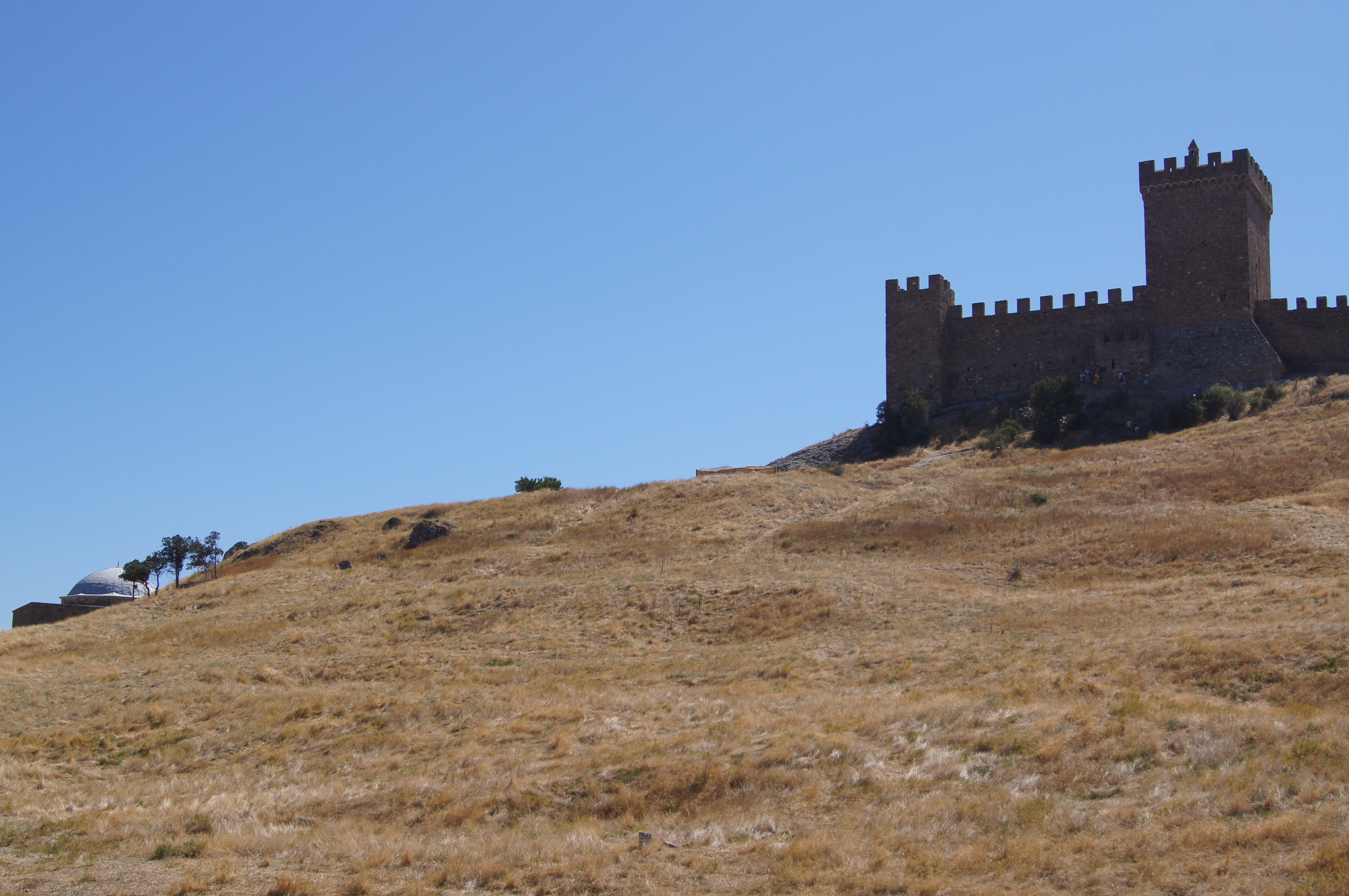
Стена
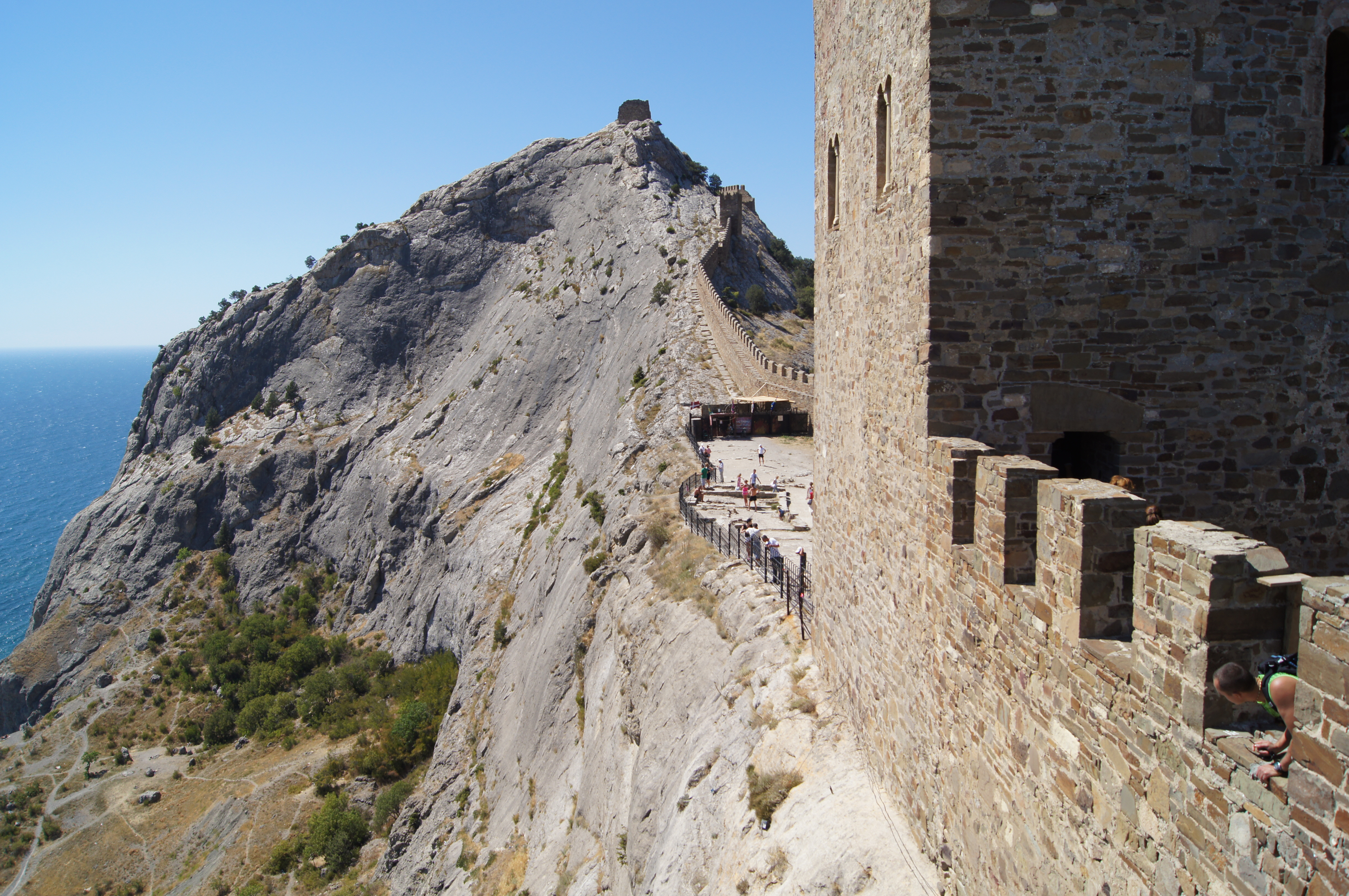
Вид на Крепостную гору
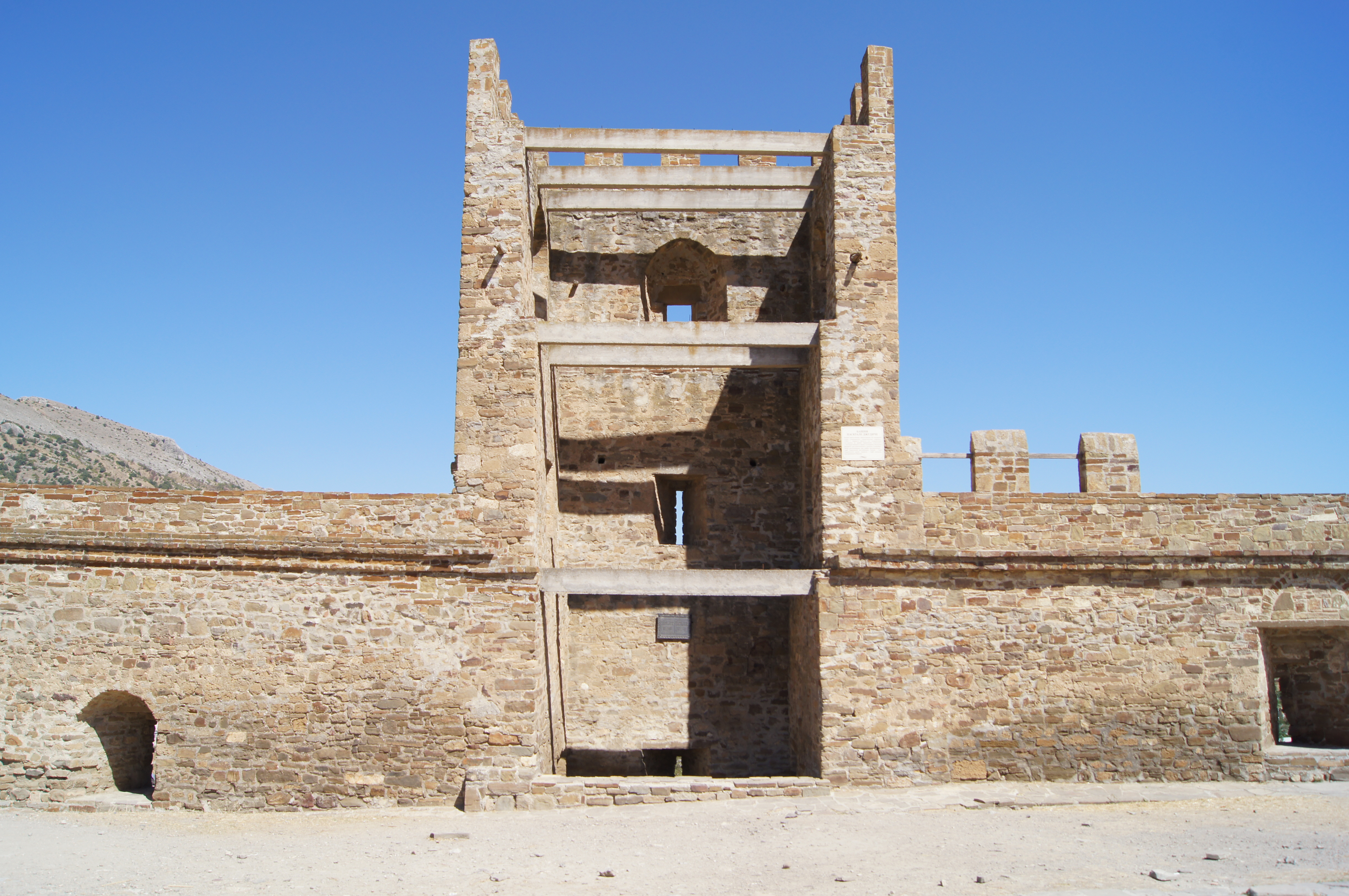
Башня Паскуале Джудиче
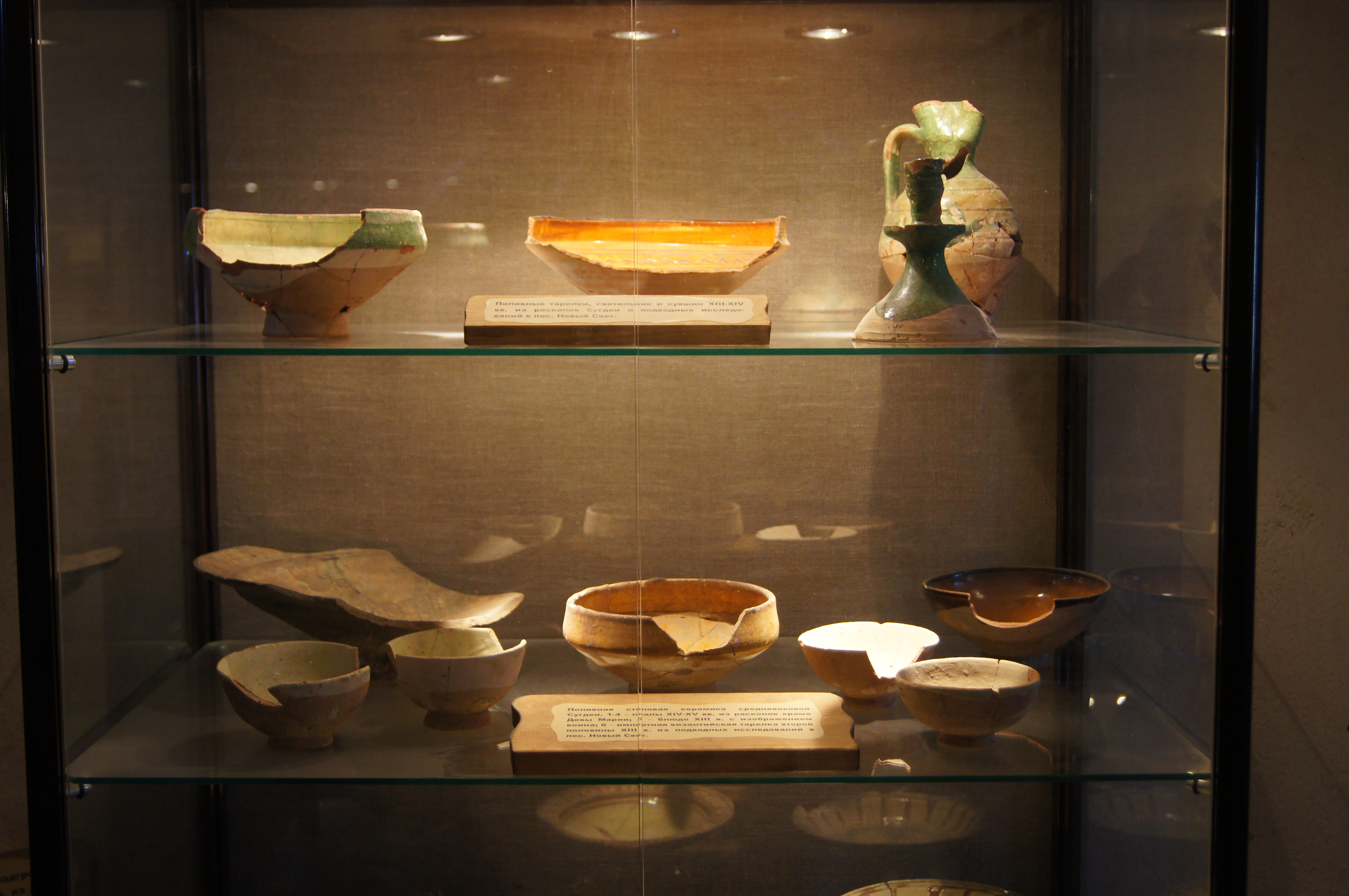
Артефакты
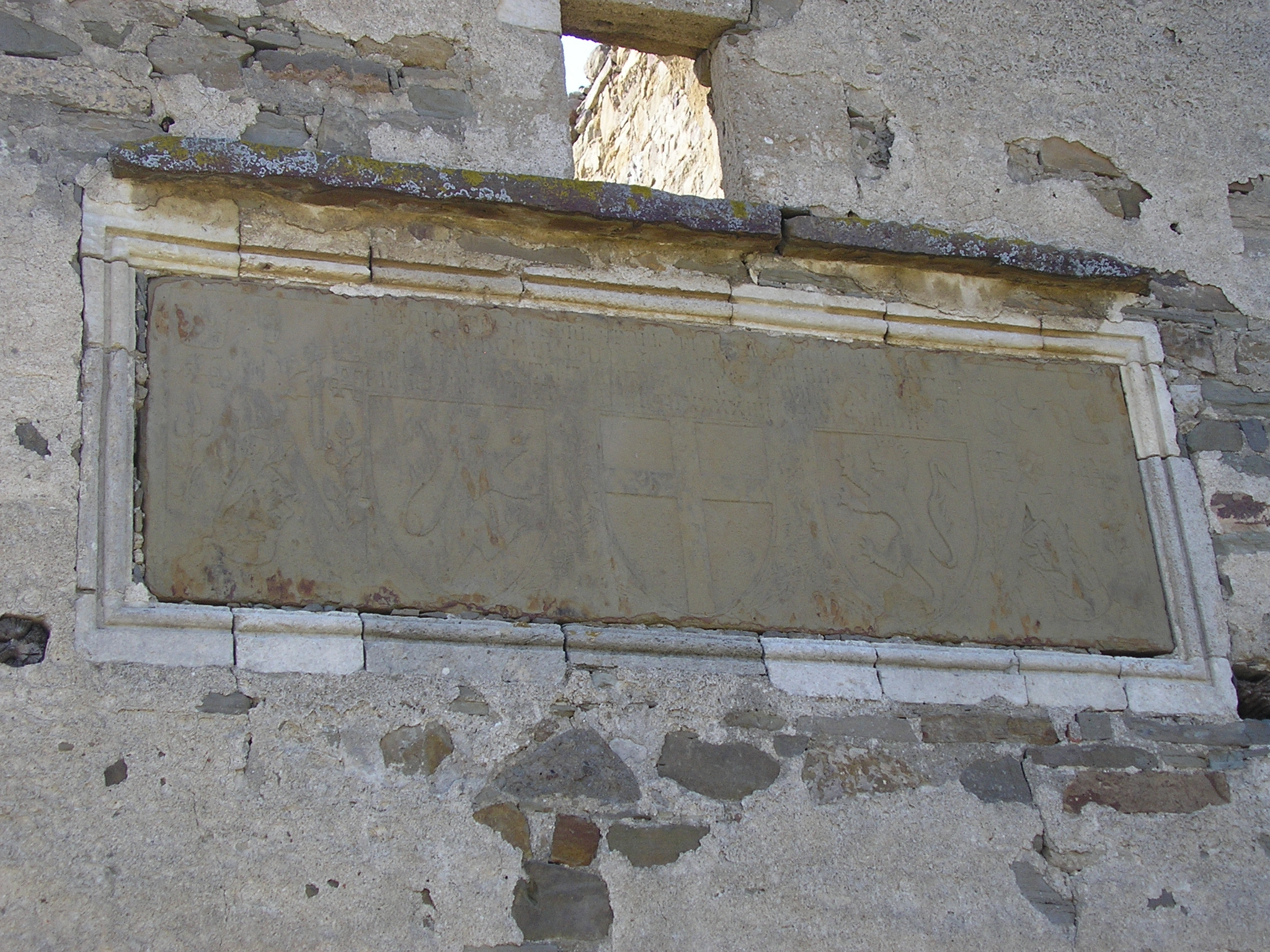
Геральдика
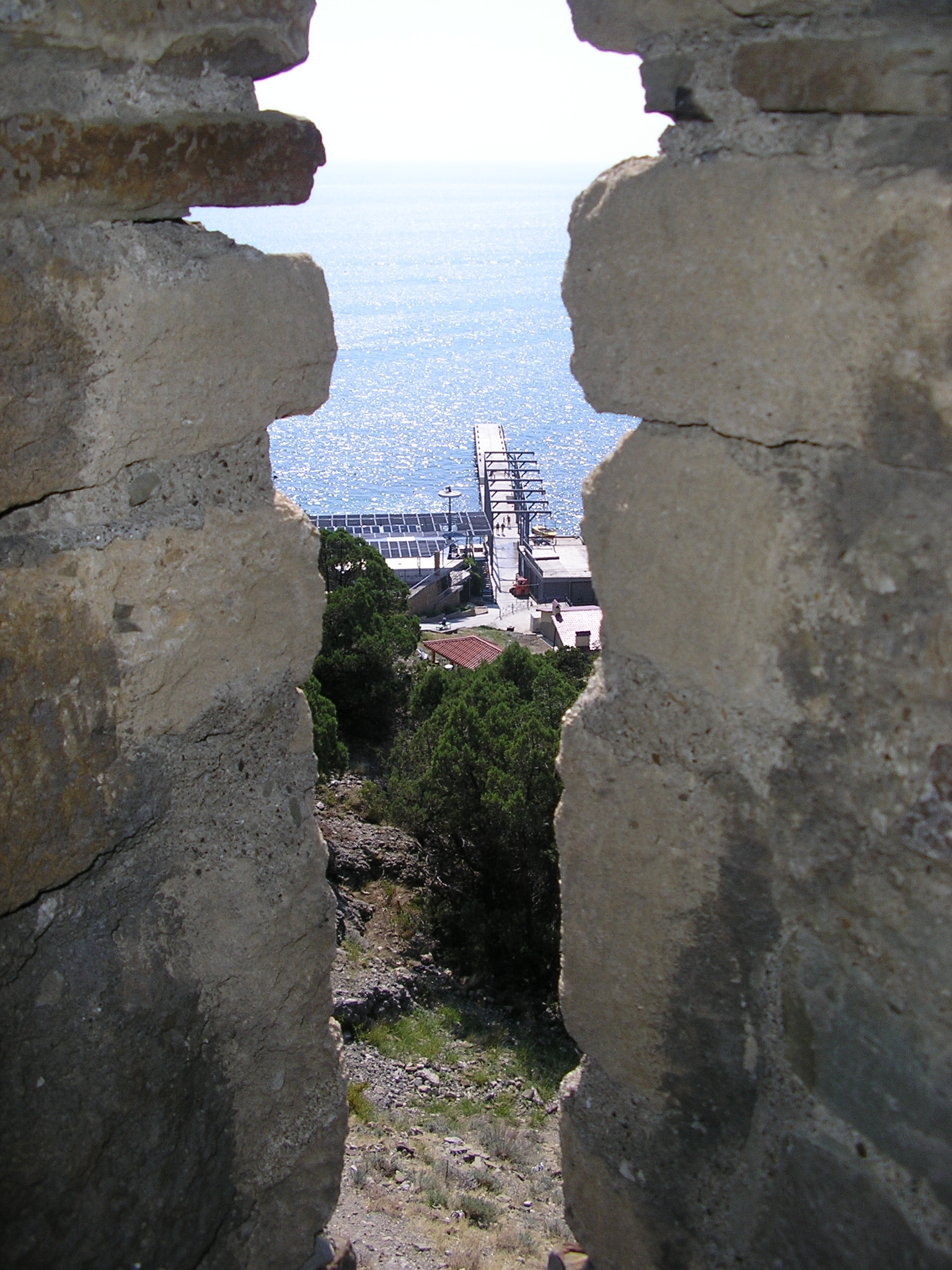
Вид на мол
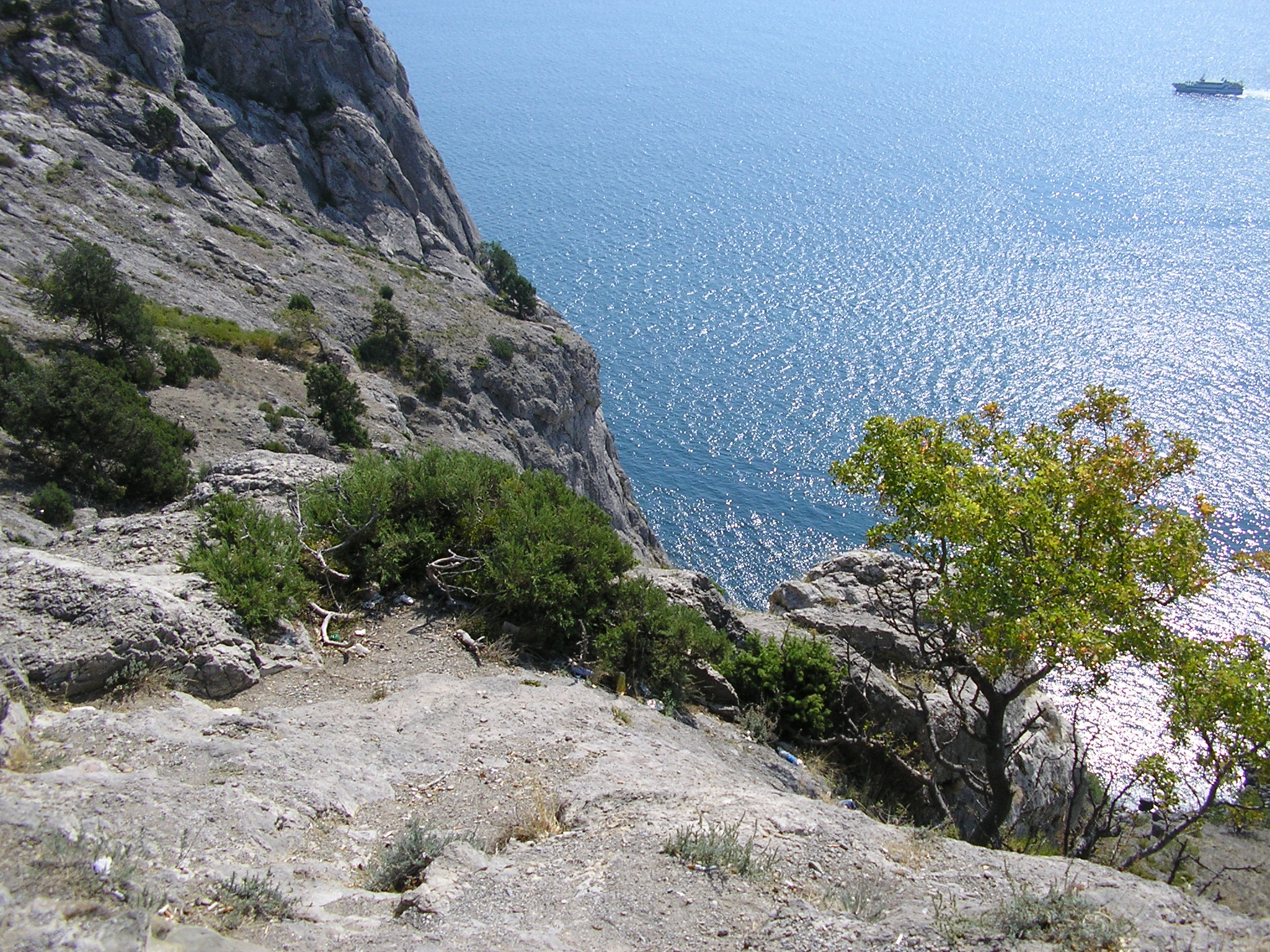
Вид на море
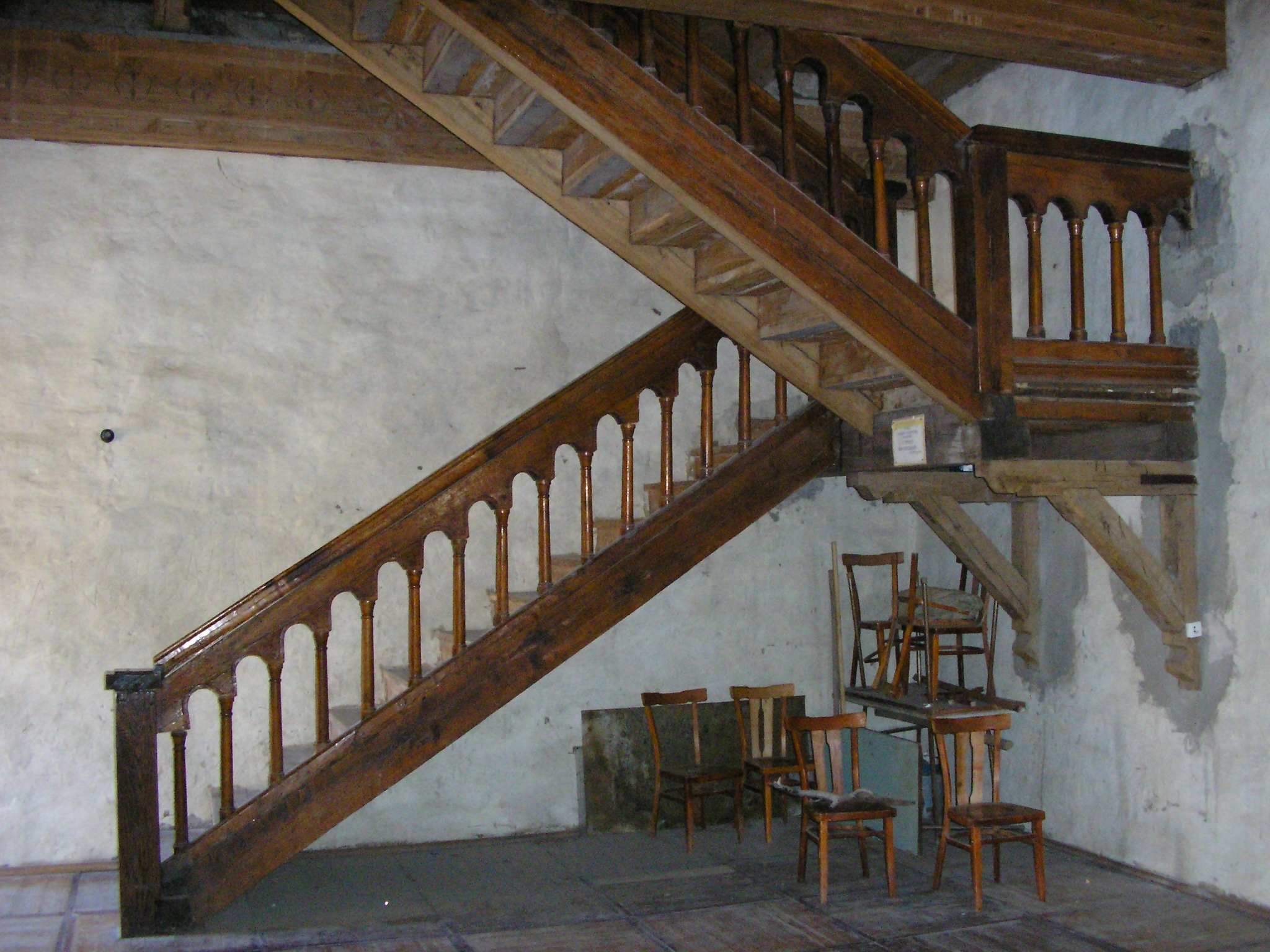
Консульский замок
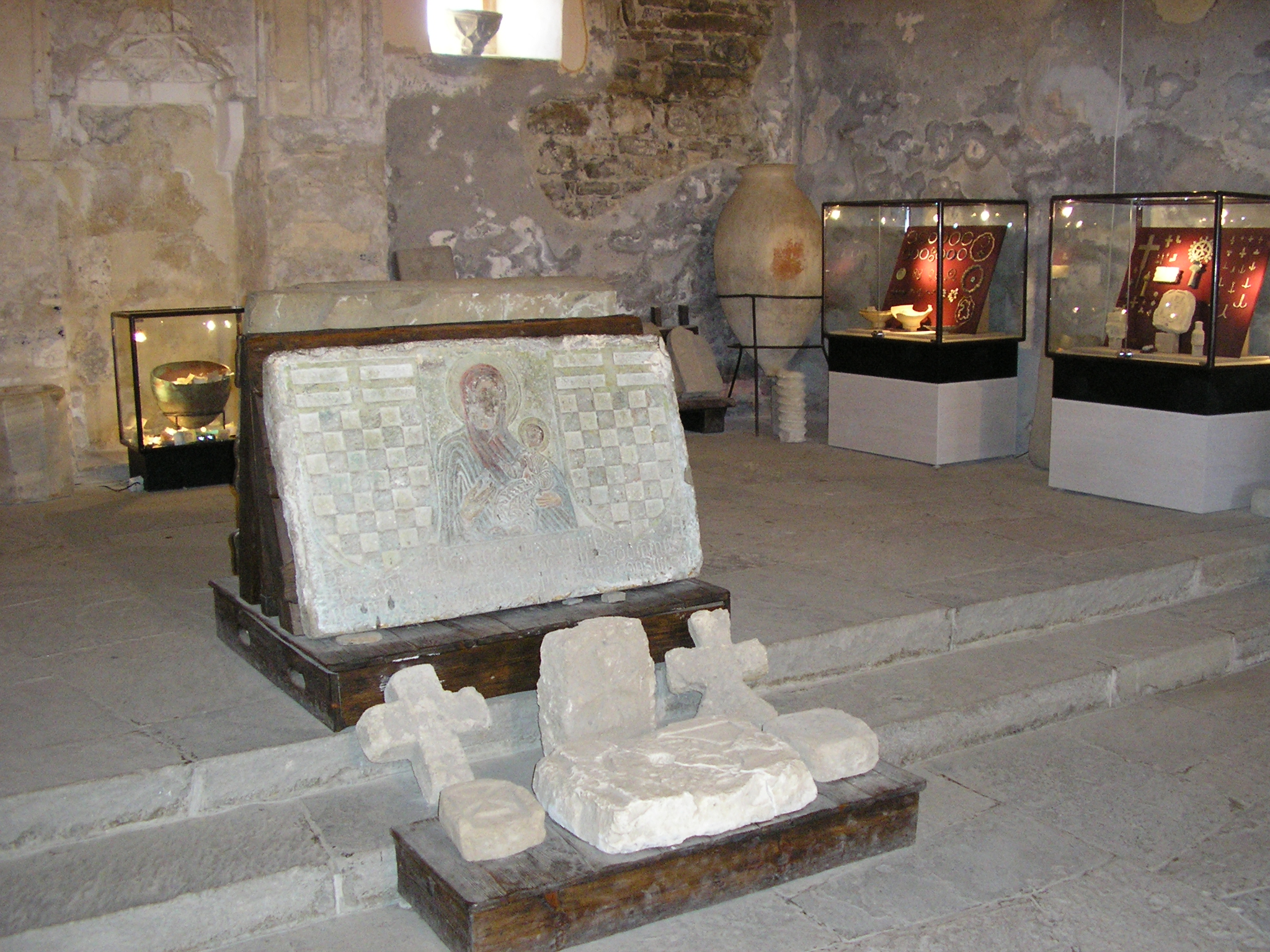
Храм
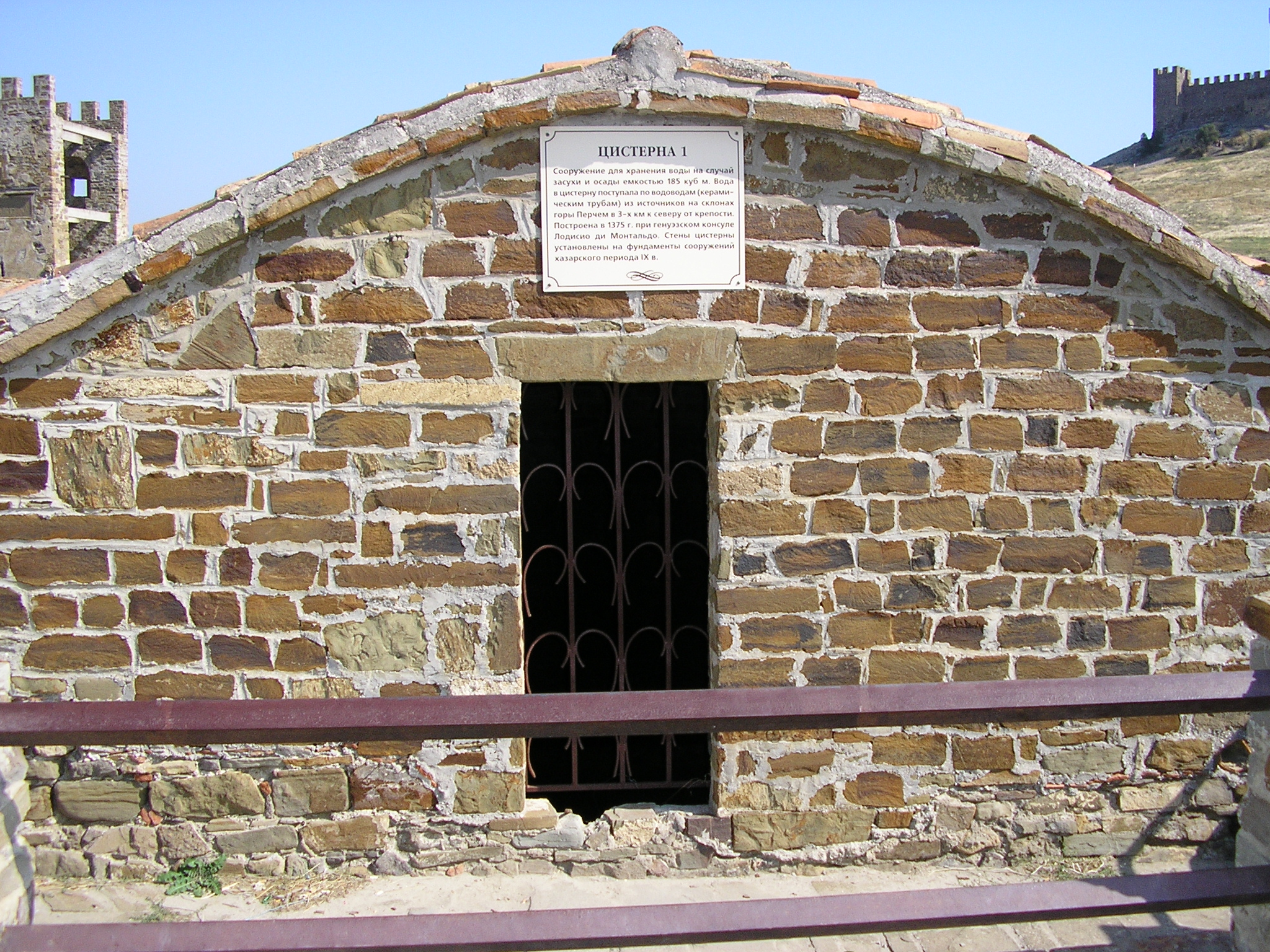
Цистерна
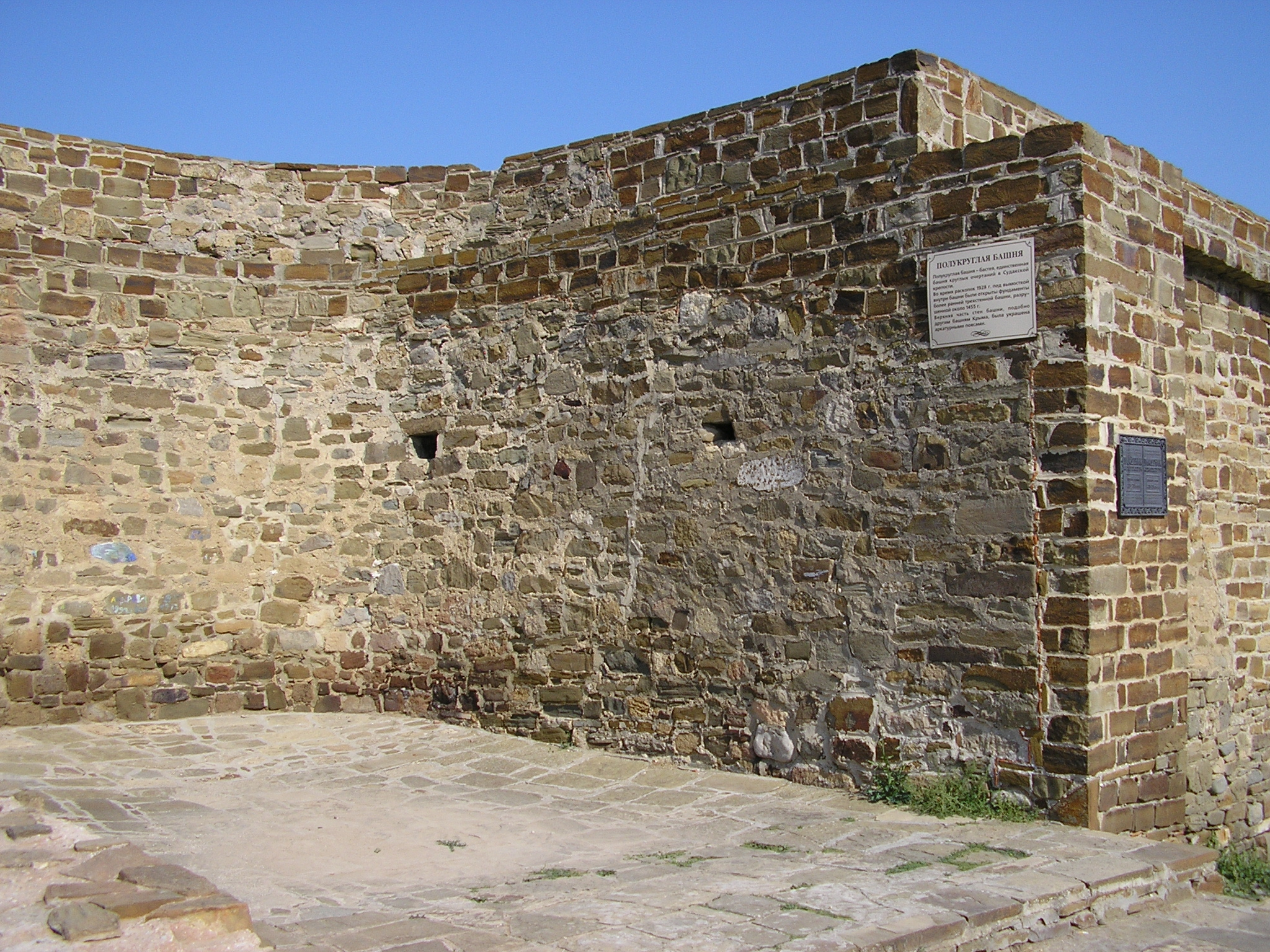
Полукруглая башня
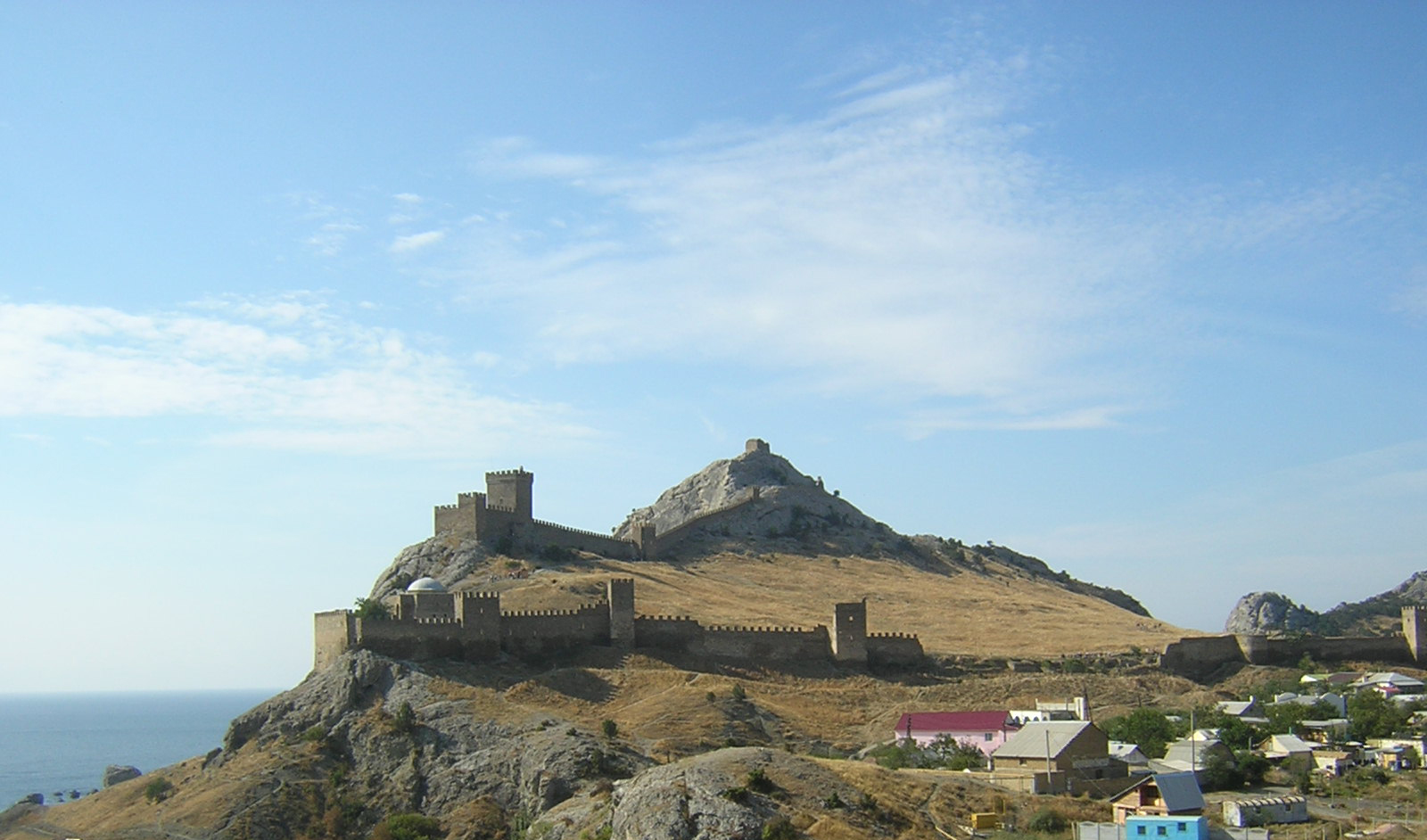
Общий вид